# Shoemakerella cubensis
Shoemakerella cubensis is een vlokreeftensoort uit de familie van de Lysianassidae. De wetenschappelijke naam van de soort is voor het eerst geldig gepubliceerd in 1897 door Stebbing.